# Heterocallia sinae
Heterocallia sinae är en fjärilsart som beskrevs av Eugen Wehrli 1932. Heterocallia sinae ingår i släktet Heterocallia och familjen mätare. Inga underarter finns listade i Catalogue of Life.